# 18
18. је била проста година.

## Догађаји
- Кападокија је проглашена римском провинцијом.
- 18-36 - јеврејски првосвештеник Кајафа.